# 绿春瓦韦
绿春瓦韦（学名：Lepisorus luchunensis）为水龙骨科瓦韦属下的一个种。

## 扩展阅读
維基物種上的相關：绿春瓦韦